# Mount Hollingshead
Mount Hollingshead ist ein 1515 m hoher Berg im ostantarktischen Mac-Robertson-Land. Er ragt 5 km östlich des Mount Dowie in der Aramis Range der Prince Charles Mountains auf.
Besucht wurde er im Januar 1957 von der  Südgruppe der Australian National Antarctic Research Expeditions unter der Leitung des australischen Bergsteigers William Gordon Bewsher (1924–2012). Benannt ist der Berg nach John Alfred Hollingshead (* 1928), leitender Funker auf der Mawson-Station im Jahr 1956.